# Oribatula glabra
Oribatula glabra är en kvalsterart som först beskrevs av Michael 1890.  Oribatula glabra ingår i släktet Oribatula och familjen Oribatulidae. Inga underarter finns listade i Catalogue of Life.